# Simon Woods
Simon Woods (sinh 7 tháng 1 năm 1980) là một diễn viên và biên kịch, được biết đến nhiều với vai diễn Octavian trong mùa 2 của sê-ri truyền hình Anh-Mỹ Rome và vai Charles Bingley trong Pride & Prejudice 2005.

## Cuộc sống cá nhân
Woods attended Eton College, then read English at Magdalen College, Oxford. Khi ở Oxford, anh trở thành bạn với Chelsea Clinton. Sau khi tốt nghiệp ở Oxford, Woods làm việc một thời gian ngắn tại The Guardian trước khi trở thành một diễn viên.
Khi ở Oxford năm 2000, anh ấy có mối quan hệ với Rosamund Pike kéo dài hai năm. Hai người sau đó đóng vai tình nhân Jane Bennet và Charles Bingley trong Kiêu hãnh và định kiến.
Từ năm 2009, Woods có quan hệ tình cảm với Christopher Bailey, cựu giám đốc điều hành của hãng thời trang Burberry của Anh. Họ kết hôn vào năm 2012. Họ có 2 người con gái, Iris và Nell.

## Danh sách phim tham gia
| Năm  | Phim/TV                               | Vai diễn              | Ghi chú        |
| ---- | ------------------------------------- | --------------------- | -------------- |
| 2003 | Charles II: The Power and the Passion | Captain Churchill     | TV, 1 episode  |
| 2003 | Cambridge Spies                       | Charlie Givens        | TV, 1 episode  |
| 2004 | Foyle's War                           | Greville Woods        | TV, 1 episode  |
| 2005 | The Queen's Sister                    | Roddy Llewellyn       | TV             |
| 2005 | Elizabeth I                           | Gifford               | TV, 1 episode  |
| 2005 | Pride & Prejudice                     | Mr. Charles Bingley   |                |
| 2005 | Twisted Tales                         | Zak                   | TV             |
| 2006 | Spooks                                | Rowan                 | TV, 2 episodes |
| 2006 | Starter for 10                        | Josh                  |                |
| 2006 | Penelope                              | Edward Vanderman      |                |
| 2007 | Cranford                              | Dr. Harrison          | TV, 5 episodes |
| 2007 | Rome                                  | Gaius Octavian Caesar | TV, 7 episodes |
| 2007 | Angel                                 | Clive Fennelly        |                |
| 2007 | I Want Candy                          | Film Actor            |                |
| 2008 | Sunny and the Elephant                | Nicolas               |                |
| 2008 | A Previous Engagement                 | Tyler                 |                |

## Biên kịch
Vở kịch sân khấu Hansard của Woods đã được trình chiếu tại Lyttelton Theatre, London, vào tháng 9 năm 2019. Tác phẩm được đạo diễn bởi Simon Godwin.

## Tham chiếu
1. ↑  "Oxford University Gazette, 26 October 2000: Colleges". Bản gốc lưu trữ ngày 3 tháng 3 năm 2016. Truy cập ngày 17 tháng 1 năm 2016.
2. ↑  Mower, Sarah (ngày 19 tháng 3 năm 2018). "Goodbye Christopher Bailey". Vogue (bằng tiếng Anh). Truy cập ngày 14 tháng 3 năm 2021.
3. ↑  Crompton, Sarah (ngày 21 tháng 8 năm 2019). "Simon Woods's Celebrated Play Hansard Arrives in London". Vogue (bằng tiếng Anh). Truy cập ngày 14 tháng 3 năm 2021.
4. ↑  Woods, Simon. "Simon Woods". HuffPost.
5. ↑  Barber, Lynn (ngày 24 tháng 5 năm 2009). "I don't sleep around, if that's what you mean ... Would you like some more cake?". The Guardian. London.
6. ↑  The Tatler List, Christopher Bailey Lưu trữ ngày 20 tháng 6 năm 2017 tại Wayback Machine.
7. ↑  "Wedding bells for Burberry's Christopher Bailey and Actor Simon Woods".
8. ↑  Mower, Sarah (ngày 19 tháng 3 năm 2018). "Goodbye Christopher Bailey". Vogue (bằng tiếng Anh). Truy cập ngày 2 tháng 1 năm 2020.
9. ↑  Woods, Simon (ngày 5 tháng 9 năm 2019). Hansard. Faber & Faber. ISBN 978-0571355433.
10. ↑  "Hansard | National Theatre". www.nationaltheatre.org.uk. ngày 13 tháng 3 năm 2019.